# Kiss the Girl
"Kiss the Girl" é uma música composta por Alan Menken e Howard Ashman para a animação da Disney, A Pequena Sereia, de 1989, e foi originalmente gravada pelo ator Samuel Wright, que interpreta o personagem Sebastian no filme. "Kiss The Girl" é uma balada que encoraja o rapaz a beijar a garota por quem é apaixonado antes que seja tarde.
A canção recebeu críticas positivas e foi nomeada ao Oscar e ao Globo de Ouro por Melhor Canção Original, porém perdeu para "Under the Sea", outra canção presente no filme.

## Versão Ashley Tisdale
Em 2006, quando A Pequena Sereia foi relançada em DVD numa edição especial de platina com dois discos, foi gravada uma nova versão da canção, desta vez interpretada pela atriz e cantora Ashley Tisdale. Esta versão foi lançada na Radio Disney em 4 de setembro de 2006. A canção está presente no relançamento da trilha sonora, realizado em 3 de outubro de 2006. Mais tarde, foi incluída na coletânea DisneyMania 5. A marca de escovas de dente "Tooth Tunes" também utilizou a música em alguns de seus comerciais.

### Videoclipe
O clipe estreou em 6 de setembro de 2006 na programação do Disney Channel, após um episódio da série Zack & Cody: Gêmeos em Ação, na qual Ashley fazia parte. O mesmo foi incluído nos extras do DVD The Little Mermaid: Platinum Edition.

### Desempenho nas paradas
Na primeira semana de abril de 2007, a versão de Tisdale estreou na 16ª posição na Bubbling Under Hot 100 Singles. Uma semana depois, a música alcançou a 81ª posição na Billboard Hot 100, se tornando o primeiro single solo da Ashley a entrar na Billboard Hot 100.
| Parada (2007)                    | Posição |
| -------------------------------- | ------- |
| U.S. Billboard Hot 100           | 81      |
| U.S. Billboard Pop 100           | 74      |
| U.S. Billboard Hot Digital Songs | 68      |
| UK Singles Chart                 | 86      |